# Norrkrog
Norrkrog este o arie protejată (arie specială de conservare — SAC, sit de importanță comunitară — SCI) din Suedia întinsă pe o suprafață de 16,3 ha, integral pe uscat.

## Localizare
Centrul sitului Norrkrog este situat la coordonatele 58°26′46″N 16°36′19″E / 58.4461°N 16.6054°E.

## Înființare
Situl Norrkrog a fost declarat sit de importanță comunitară în ianuarie 1998 pentru a proteja 2 specii de animale. Situl a fost protejat și ca arie specială de conservare în martie 2011.

## Biodiversitate
Situată în ecoregiunea boreală, aria protejată conține 2 habitate naturale: Taiga vestică, Păduri caducifoliate bătrâne naturale hemiboreale fino-scandinave (Quercus, Tilia, Acer, Fraxinus sau Ulmus) bogate în specii epifite.
La baza desemnării sitului se află mai multe specii protejate de  nevertebrate (2): Anthrenochernes stellae, rădașcă (Lucanus cervus).